# Павлович, Мария Михайловна
Мария Михайловна Павлович (род. 17 декабря 1976, Москва) — писатель, сценарист, автор подкаста «Беседы».
В разное время сотрудничала с несколькими российскими изданиями в качестве публициста («Elle», «Свободная пресса», «Sex and the city»).

## Образование
- Степень бакалавра экономики, Университет МUT, 1996 г.;
- Профессиональная программа переподготовки, Факультет журналистики МГУ имени М. В. Ломоносова, 2003—2004 гг.;
- РГГУ Высшая школа [ХПМТ], Программа «Киноведение», 2014—2015 гг.;
- Школа-студия А. Митты, 2003 г., 2006 г.;
- Сценарные интенсивы, мастер классы, лекции: Роберт Макки, David Mamet, Aaron Sorkin, William C. Martell.

## Творчество
Автор книг:
- «Сафари для блондинки» (экранизирована в 2011 году — фильм «На крючке!»),
- «Люксембургский сад» 2006 год,
- «Felix» 2007 год,
- «Сезон Дождей» 2010 год.

Режиссёр и сценарист фильма «Скрытые Лица» (2014 год), участник 25-го российского кинофестиваля «Кинотавр» (короткий метр) .
Руководитель подкаст-студии «Скрытые Лица», выпускающей аудио-программы на разные темы: спорт, наука, интервью.